# Liberty (foguete)

O foguete Liberty

O Liberty é um conceito de veículo de lançamento proposto em 2011 para a NASA pela Alliant Techsystems (ATK) e Astrium em resposta à fase 2 do programa CCDev (Commercial Crew Development). Este programa da NASA que visa estimular o desenvolvimento de veículos espaciais tripulados, implementado pelo setor privado, para alcançar a órbita terrestre baixa (LEO).

## Características
O veículo será baseado no foguete cancelado Ares I, a partir do qual ele herda o impulsionador de cinco segmentos SRB, que por sua vez é derivado do Space Shuttle Solid Rocket Booster (SRB) de quatro segmentos. O segundo estágio LH 2/LOX será baseado no estágio núcleo do Ariane 5. Ele é alimentado pelo motor Vulcain 2. Ele foi programado para ser lançado a partir do Centro Espacial Kennedy. A ATK planeja para seu primeiro voo ocorrer em 2015.